# 巧家紫堇
巧家紫堇（学名：Corydalis schweriniana），为罂粟科紫堇属下的一个植物种。